# Ananke (astronomia)
Ananke (dal greco Ανάγκη) è un satellite naturale di Giove, che dà il nome anche al Gruppo di Ananke, un gruppo di satelliti irregolari a moto retrogrado che orbitano attorno a Giove con semiassi maggiori compresi tra i 19,3 e i 22,7 milioni di km, con un'inclinazione orbitale di circa 150°.

## Storia
Ananke venne scoperto da Seth Barnes Nicholson presso l'Osservatorio di Monte Wilson, nel 1951.
È chiamata come la mitologica Ananke, la madre di Adrastea, il cui padre era Giove e delle Moire.
Ananke ha ricevuto il suo nome attuale solo nel 1975; prima era conosciuta semplicemente come Giove XII. Tra il 1955 e il 1975 veniva anche chiamata Adrastea, ma oggi Adrastea è il nome di un altro satellite di Giove.

## Caratteristiche fisiche
Ananke è un piccolo satellite irregolare. Supponendo che abbia un'albedo di 0,04, similmente ad altri satelliti di Giove, la sua magnitudine apparente di 18,7 porta a dedurre un diametro di 28 km. Di conseguenza se ne deduce una massa di circa 3 × 1016 kg.
Lo spettro infrarosso di Ananke è simile a quello degli asteroidi di tipo P, con una possibile presenza d'acqua. Nello spettro visibile il satellite appare leggermente rosso con un indice di colore  B-V=0,90 e R-V=0,38.

## Parametri orbitali
Ananke orbita intorno a Giove con un'orbita retrograda, molto inclinata e fortemente eccentrica. Dà il nome al Gruppo di Ananke, un gruppo di satelliti irregolari a moto retrogrado che orbitano attorno a Giove con semiassi maggiori compresi tra i 19,3 e i 22,7 milioni di km, con un'inclinazione orbitale di circa 150° rispetto all'equatore, di cui è il membro più grande.

Orbite dei satelliti irregolari retrogradi di Giove. Il gruppo di Ananke è nella parte centro-superiore.
Inclinazione orbitale dei membri del gruppo di Ananke in funzione del semiasse maggiore.